# ニーヴ川
ニーヴ川（ニーヴがわ、フランス語:Nive）は、フランス南西部を流れる河川。フランス領バスクと呼ばれる地域を流れる。アドゥール川の支流である。バスク語ではエロビ川（バスク語:Errobi）と呼ばれる。
サン＝ジャン＝ピエ＝ド＝ポールで3つの川（ニーヴ・ド・ベエロビ川、ロリバル川、ニーヴ・ダルネギ川）を合わせてニーヴ川となり、北へ流れバイヨンヌでアドゥール川に合流する。
サケが遡上する川であり、フライ・フィッシングのスポットとして知られている。またラフティングも行なわれている。

## 流域の自治体
- サン＝ジャン＝ピエ＝ド＝ポル
- ビダレー
- カンボ＝レ＝バン
- ユスタリッツ
- バイヨンヌ